# 曹矩
曹 矩（そう く、生没年不明）は、中国後漢時代末期の人物。父は曹操。母は尹夫人。異父兄は何晏。

## 事績
子もなく、早逝した。建安22年（217年）、甥の曹敏が曹矩の跡継ぎとして、臨晋侯に立てられた。
魏の時代に当たる黄初3年（222年）、范陽の閔公として、領国と諡号を追封された。太和6年（232年）にはまた范陽閔王に進爵した。